# Vetagrande
Vetagrande è una municipalità dello stato di Zacatecas, nel Messico centrale, il cui capoluogo è la località omonima.
Conta 9.353 abitanti (2010) e ha una estensione di 161,42 km².